# Tigard Transit Center vasútállomás
A Tigard Transit Center vasútállomás (korábban Thomas M. Brian Tigard) átszállópont az Oregon állambeli Tigardban. Az állomásról autóbuszok, valamint a Westside Express Service helyiérdekű vasútvonal járatai indulnak.
Az 1988-ban megnyílt létesítményt a TriMet üzemelteti.

## Történet
Az épületet a Skidmore, Owings and Merrill iroda tervezte; a naponta 200 buszt kiszolgáló állomás megnyitására 1988-ban került sor. A tervezet az építészeti intézet helyi fiókszervezetének tetszését is elnyerte. A szemközti oldalon már korábban is állt a Greyhound Lines pályaudvara, amelyet a kilencvenes években a főutcára költöztettek.
1991-ben felvetődött, hogy északi irányban villamost indítsanak innen, melynek építését 2013-ban tervezték megkezdeni.
A könnyűvasúti vonal tervei egészen 1996-ig visszanyúlnak. A közlekedési hatóság 2001-ben vette fel a projektet a tervek közé, az építési engedélyt pedig 2004-ben adta meg. A tényleges munkálatok 2006 októberében kezdődtek.
A könnyűvasúti állomás alapkő-letételére 2006 októberében került sor; az esemény vezetői Gordon Smith és Ron Wyden szenátorok voltak. 2008. szeptember 3-án a megállókban műalkotásokat helyeztek el. A vonalat végül 2009. február 2-án nyitották meg a nagyközönség számára. Ugyanezen évben szövetségi források felhasználásával biciklitárolókat kívántak telepíteni. 2011 májusában a pályaudvar felvette Thomas M. Brian korábbi polgármester és megyei biztos nevét, mivel Briannek nagy szerepe volt abban, hogy a könnyűvasúti vonal elkészülhessen.

## Leírás
A vonatok a Portland & Western Railroad tehervonatok által is használt pályáján haladnak. A pályaudvar Tigard belvárosában, a 99W út déli részén, a Commercial Street mentén helyezkedik el. A vasúti megálló csak hétköznap, a reggeli- és délutáni csúcsidőben üzemel. Az állomást a könnyűvasút mellett hat autóbuszvonal is érinti, valamint P+R parkolójában 100 jármű állhat meg. A város önkormányzata százezer dollárt különített el a pályaudvar felújítására.
A peronon elhelyezték Frank Boyden és Brad Rude interaktív szobrát, ami egy acélból és bronzból készült műalkotás, kék színezéssel. Az alkotás U-alakja a vonatokra, a bronz fejek pedig az utasokra emlékeztetnek. A rozsdamentes acéltalpra helyezett vonat a talpán épített vágányon közlekedik, tetején pedig egy állatfigura van. Ezen felül az egyik falon egy freskó található.

## Autóbuszvonalak

### TriMet
- 12 – Barbur/Sandy Blvd (►Parkrose/Sumner Transit Center)
- 45 – Garden Home Rd (►Goose Hollow/Southwest Jefferson Street)
- 64 – Marquam Hill/Tigard (►Sam Jackson Park Road)
- 76 – Beaverton/Tualatin (►Beaverton Transit Center)
- 78 – Beaverton/Lake Oswego (Beaverton Transit Center◄►Lake Oswego Transit Center)
- 94 – Pacific Hwy/Sherwood (Burnside◄►Washington)

### Yamhill County Transit Area
- 44 (szombaton is), 44X (csak hétköznap)►McMinnville[15]

| Előző állomás                              |  | Westside Express Service |  | Következő állomás                           |
| ------------------------------------------ |  | ------------------------ |  | ------------------------------------------- |
| Tualatintovább Wilsonville pályaudvar felé |  | Westside Express Service |  | Hall/Nimbustovább Beaverton pályaudvar felé |

## Fordítás
- Ez a szócikk részben vagy egészben  a   Tigard Transit Center című angol Wikipédia-szócikk ezen változatának fordításán alapul.  Az eredeti cikk szerkesztőit annak laptörténete sorolja fel. Ez a jelzés csupán a megfogalmazás eredetét és a szerzői jogokat jelzi, nem szolgál a cikkben szereplő információk forrásmegjelöléseként.